# Chaetodon trichrous
El Chaetodon trichrous es una especie del género Chaetodon. Como su nombre común lo sugiere (Pez mariposa tahitiano), es mayormente nativo de las islas Tahití y Tuamoto, y el este del Océano Pacífico. Es nativo de arrecifes coralinos costeros y vive en solitario, alimentándose de pólipos en los corales o zooplancton.
- Datos: Q2481550
- Multimedia: Chaetodon trichrous / Q2481550